# 鳥居本幸代
鳥居本 幸代（とりいもと ゆきよ、1953年 - ）は、日本の服飾文化史学者、京都ノートルダム女子大学名誉教授。
1975年同志社女子大学家政学部卒業。1977年京都女子大学大学院家政学研究科被服学専攻修士課程修了。
1991年神戸女子短期大学助教授、1993年姫路短期大学助教授、1998年姫路工業大学環境人間学部助教授。2003年京都ノートルダム女子大学生活福祉文化学部教授。

## 著書
- 『平安朝のファッション文化』春秋社、2003年[ISBN 978-4-393-48225-4]
- 『精進料理と日本人』春秋社、2006年
- 『雅楽 時空を超えた遥かな調べ』春秋社、2007年
- 『千年の都平安京のくらし』春秋社、2014年